# Верблюжатина
Верблюжа́тина — мясо верблюдов при употреблении в пищу. Мясо довольно жёсткое, применяется в жареном, варёном и вяленом виде, как правило, в традиционных кухнях кочевых народов Северной Африки, Ближнего Востока и Средней Азии.
Мясо верблюдов является диетическим из-за малого количества жира и большого количества легкоусвояемого белка.
Имеет более высокую стоимость по сравнению с традиционными промышленно заготавливаемыми видами мяса.
Особо деликатесными считаются копчёные горбы верблюдов, получающиеся наиболее мягкими и сочными при приготовлении. Также имеет высокую ценность благодаря содержанию высокого количества аргинина.
Согласно ГОСТ Р 52427-2005 верблюжатина указана в списке пищевого мяса под номером 27.
Верблюжатина относится к видам мяса, допустимым для употребления мусульманами.

## Применение
C мясом верблюда на Востоке готовят беляши, шаурму, шашлык, манты, куурдак, гайнатму.
В Астраханской области из верблюжатины изготавливается верблюжья колбаса; наибольшее количество российского поголовья верблюдов, порядка 70 % (более 5000 голов) содержится в Астраханской области, всего в регионе находится пять крупных хозяйств, занимающихся мясным разведением верблюдов (наиболее крупным из них является МУУП «Аксарайский», в котором содержится чуть менее половины всего поголовья (почти две с половиной тысячи голов по последним данным).

## Породы мясного поголовья верблюдов
В России существуют три основных породы верблюдов, которые разводят в сельском хозяйстве: калмыцкая, монгольская, казахская.
В Астраханской области наибольшая численность поголовья приходится на калмыцкую породу (до 95 % всего поголовья).

## Интересные факты
В Книгу рекордов Гиннесса занесено свадебное блюдо бедуинов, представляющее собой фаршированного верблюда, запеченного целиком. Блюдо вошло в книгу Гиннесса как самое большое блюдо в мире.